# 45-й окремий стрілецький батальйон (Україна)
45-й окремий стрілецький батальйон (45 ОСБ) — військове формування Сухопутних військ Збройних сил України. Підпорядкований ОК «Північ».
Батальйон було створено після російського вторгнення 2022 року. Вів бої в районі населених пунктів Лютіж, Козаровичі, Буча, Гостомель, Ірпінь і Мощун на півночі Київської області. Здійснював рейди в тил ворога на Київщині та Чернігівщині. Влітку 2022 року воював під Сіверськодонецьком та Бахмутом. Взимку 2023 року вів бої біля Авдіївки.

## Історія

### Створення і бої
Після початку російського повномасштабного вторгнення 24 лютого 2022 року кияни організувалися у групи територіальної оборони. 40-річний інвестбанкір Сергій Жуйков та морпіх Юрій Микуляк (корінний кримчанин, один із феодосійських піхотинців, які в 2014 році не зрадили присязі) через тиждень вже мали понад 200 бійців, і створили батальйон «Штурм».
Перші серйозні бої відбулися в районі сіл Лютіж і Козаровичі на півночі Київської області, де росіяни хотіли захопити Вишгородську ГЕС. За даними української розвідки, в середині березня вони планували масштабну операцію: близько 100 надувних десантних катерів з району Сухолуччя повинні були добратися до Вишгородської ГЕС Київським морем. Росіяни кілька разів намагалися висадити невеликі десантні групи, але натикалися на відсіч з берегової лінії, і відмовилися від масштабної десантної операції.
Згодом «Штурм» допомагав з евакуацією мирного населення. Потім здійснював рейди в тил ворога на Київщині та Чернігівщині малими групами, кожен з яких тривав до тижня. За словами Жуйкова, в цих рейдах вдалось знищити майже півтора десятка одиниць бронетехніки противника разом із живою силою, в тому числі з офіцерами високого рангу.

### Оформлення до ЗСУ
В кінці квітня 2022 року батальйон увійшов до складу Збройних сил України у підпорядкуванні ОК «Північ» і отримав назву 45-й окремий стрілецький батальйон. До батальйону додали 300 мобілізованих, провели вишколи та тактичні заняття на полігонах.
У перші дні червня батальйон відправився на схід, в район Сіверськодонецька та Бахмута.
2 грудня 2023 в мережі з'явилося відео на якому російські окупанти розстріляли двох беззбройних бійців 45-го батальйону поблизу селища Степове на північ від Авдіївки. Речник ОСУВ «Таврія» Олександр Штупун назвав це воєнним злочином.

## Символіка
На емблемі старого зразка батальйону використано зображення червоно-чорного прапора, калини та снайперської гвинтівки.

## Втрати

### 2023
- Халоімов Андрій Володимирович («Кот») (45 ОСБ ЗСУ, 3 рота), 22 жовтня 2023 року біля селища Степове Донецької області[8] під час виконання бойового завдання ;
- «Спай» (45 ОСБ ЗСУ, 3 рота), 22 жовтня 2023 року біля селища Степове Донецької області під час виконання бойового завдання ;
- «Брокер» (45 ОСБ ЗСУ, 3 рота), листопад 2023 року біля селища Степове Донецької області;

### 2024
- Пастернак Євген Дмитрович, народився 11 січня 1965 року в селі Волосів, Івано-Франківської області. Призваний на військову службу 28 січня 2023 року. Загинув 27 червня 2024 року в районі села Новоолександрівка, Покровської громади, Донецької області під час виконання бойового завдання [9]